# Not a typewriter
En la informática, "Not a typewriter" (en español, "No es una máquina de escribir") o ENOTTY es un código de error definido en errno.h encontrado en varios sistemas Unix. Este código se utiliza hoy en día para indicar que un número de ioctl (control de entrada/salida) inválido se especificó en una llamada a sistema ioctl.  

## Detalles
Este error se originó en los comienzos de UNIX. En UNIX versión 6 y anteriores, el control de E/S estaba limitado a dispositivos de terminal conectados en serie, típicamente de teletipo (abreviado TTY), a través de las llamadas de sistema gtty y stty. Si se intentaba llamar a estos desde un dispositivo que no fuera un terminal, el error generado sería ENOTTY. Cuando las llamadas gtty/stty fueron reemplazadas con ioctl, el error ENOTTY se mantuvo en su lugar.
"Typewriter", o máquina de escribir, es como los sistemas primeros sistemas Unix llamaban a las terminales. Esta definición se incluye en la primera edición del manual del programador de Unix, del 3 de noviembre de 1971. Por ejemplo, la descripción del comando "hup" era "hup hangs up the phone on the typewriter which uses it" (traducido como "Hup cuelga el teléfono en la máquina de escribir que esté usándolo"). Es posible que el término "Typewriter" se haya elegido debido a que "Teletype" era una marca registrada de una subsidiaria de AT&T.
Debido a que ioctl es compatible con otros dispositivos además de terminales, algunos sistemas muestran otros mensajes tales como "ioctl inapropiado para dispositivo".